# California State Route 209
Die California State Route 209 (kurz CA 209) war eine State Route im US-Bundesstaat Kalifornien, die in Nord-Süd-Richtung verlief.
Der 13 Kilometer lange Highway begann nahe dem Cabrillo National Monument im Stadtteil Point Loma von San Diego und endete nahe dem Kreuz der Interstate 5 mit der Interstate 8. Die State Route führte im Verlauf am Fort Rosecrans National Cemetery und westlich des San Diego International Airport vorbei.